# ビル・ワード
ビル・ワード（Bill Ward、フルネーム:ウィリアム・トーマス・ウォード（William Thomas Ward）、1948年5月5日 - ）は、イギリス・バーミンガム出身のミュージシャン、ドラマーである。ハード・ロック・グループ、ブラック・サバスのメンバーとして知られた（ビル・ワードは日本での通例表記であり英語での発音はビル・ウォード）。
「ローリング・ストーン誌の選んだ歴史上最も偉大な100人のドラマー」において34位。

## 経歴
ブラック・サバスの創設メンバーの一人。ワードの力強いドラム演奏はギターのトニー・アイオミ、ベースのギーザー・バトラーと共にバンドの重厚なリズムをもたらした。特にパラノイドに収録されている「アイアン・マン」の曲の中では彼の演奏するリズムから力強いグルーヴ感を作り出した。またドラムだけでなく、It's Alright（『テクニカル・エクスタシー』に収録）と、Swinging The Chain（『ネヴァー・セイ・ダイ』に収録）の2曲でヴォーカルを担当した。
しかし、1980年の『ヘヴン&ヘル』発表後のツアーの最中に健康上の理由によりバンドから脱退。1983年の『悪魔の落とし子』のレコーディングで一時的に復帰したがツアーには参加しなかった。その後はヴィニー・アピスとベヴ・ベヴァンが彼の後任としてそれぞれドラムを担当した。
1985年に開催されたライヴ・エイドでは一回限りのオリジナル・ブラック・サバス復活ということもありビルも参加した。
その後も90年代のオリジナルメンバー再結成ツアーや、2010年代のいくつかのツアーに参加。そしてオリジナルメンバーで最後かつ、オジー・オズボーンの生前最期となった2025年7月5日の「バック・トゥ・ザ・ビギニング」公演に参加した。